# Hyundai Ioniq 5
Hyundai Ioniq 5 — електричний  кросовер, вироблений компанією Hyundai. 
Це перший продукт, який продається під суббрендом Ioniq, орієнтований на електричні автомобілі, і все ще має логотип Hyundai. Автомобіль дебютував 23 лютого 2021 р. в Європі.

## Опис

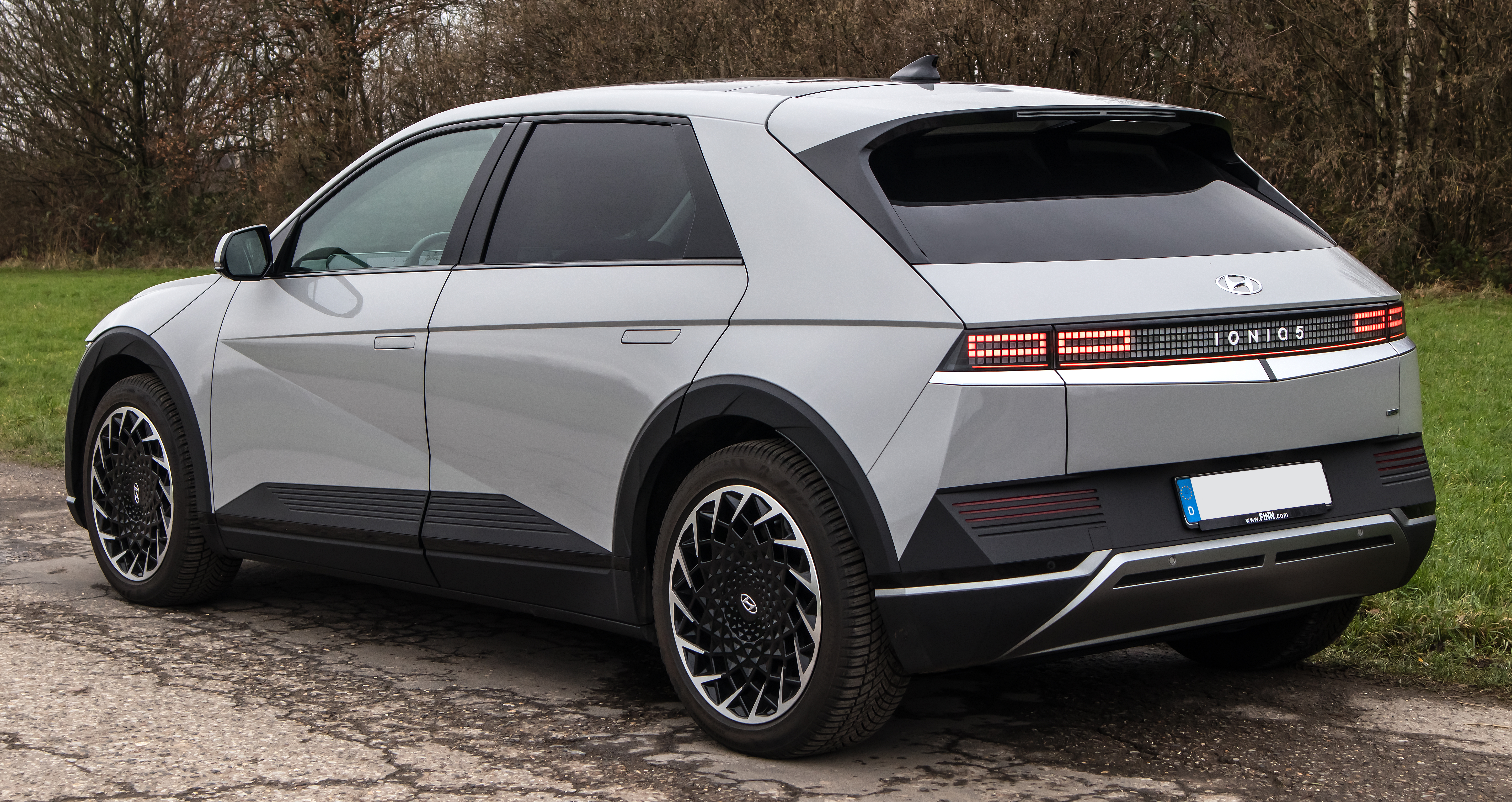

Автомобіль зібраний на модульній платформі E-GMP (Electric-Global Modular Platform). В «базовій» комплектації запропонований електромотор на задній осі, але за доплату тягою будуть забезпечуватися всі колеса. Представлені чотири версії. Standard Range — це батарея місткістю 58 кВт·год і двигун 170 к. с. (350 Н·м). Повнопривідний варіант має двигун 235 к. с. (350 Н·м). Тип Long Range має акумулятор на 72,6 кВт·год. Електромотор ззаду видає 218 к. с. (350 Н·м), а повнопривідна модифікація розвиває 306 к. с. (605 Н·м). Ця модель розганяється до 100 км/год за 5,2 с, а максимальна швидкість складає 185 км/год.

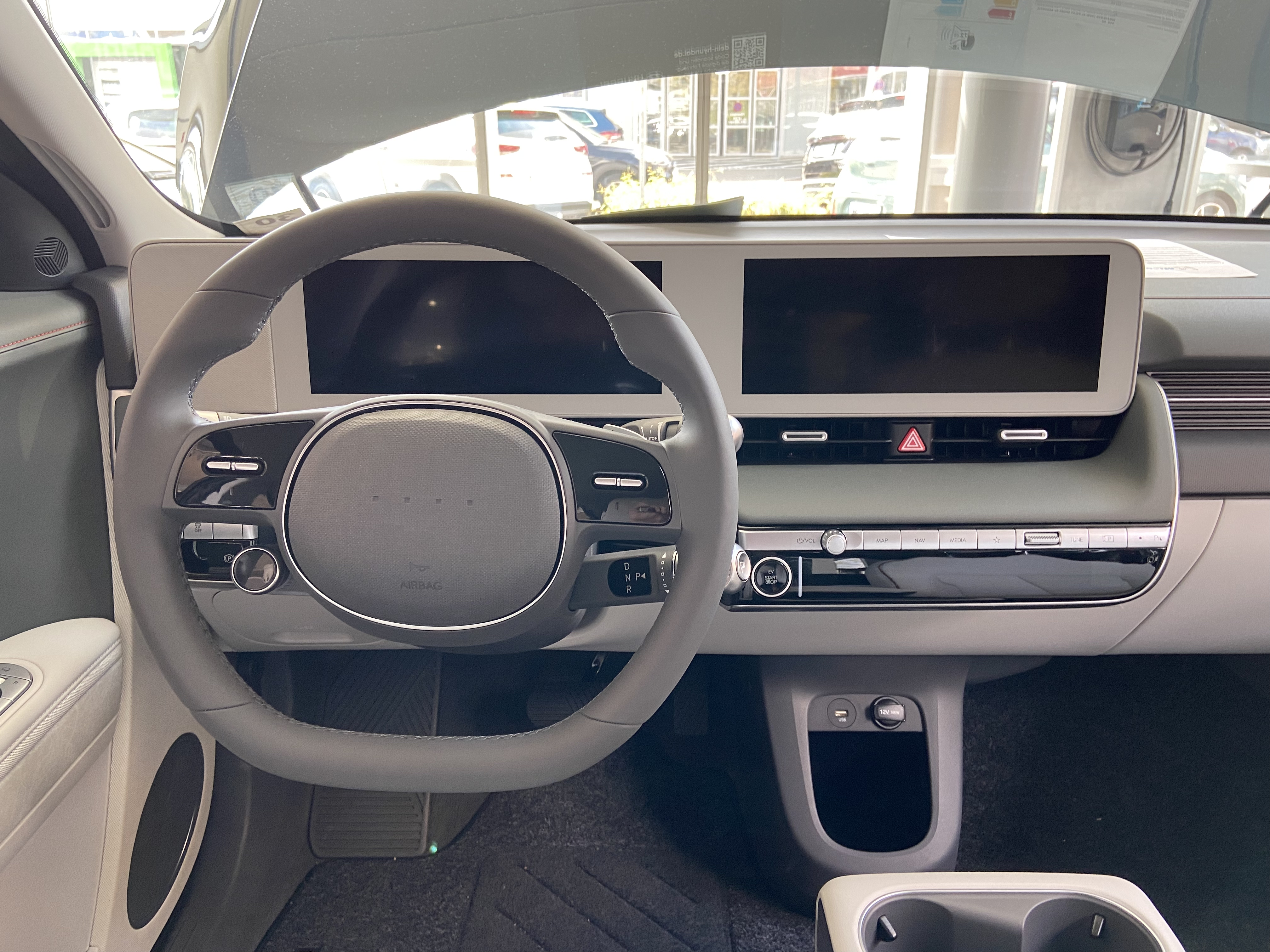
Hyundai Ioniq 5 NE

26 травня 2021 року пройшов американський дебют. Компанія HMA (Hyundai Motor America) почне продажі хетчбека восени в комплектаціях Limited, SEL і SE. Передбачено дві версії. Задньопривідна оснащена одним електромотором на 228 к. с. (350 Н·м), повнопривідна з двома двигунами розвиває 325 к. с. (605 Н·м). Версії для США дісталася сама містка батарея на 77,4 кВт·год, що обіцяє запас ходу у 244, 269 і 300 миль (393, 433, 483 км). Втім, тести по стандарту EPA ще попереду. Паспортний пробіг у циклі WLTP поки не оприлюднений.
Hyundai Ioniq 5 2022 отримав набір технологій автономного водіння 2 рівня під назвою Highway Driver Assist 2. 

### Поява в Україні
В Україні електричний кросовер з'явився у липні 2021 року й було запропоновано дві комплектації моделі.
Було запропоновано два варіанти місткості батарей (58 кВт або 73 кВт), а також моно або повний привід.

## Ioniq 5 N

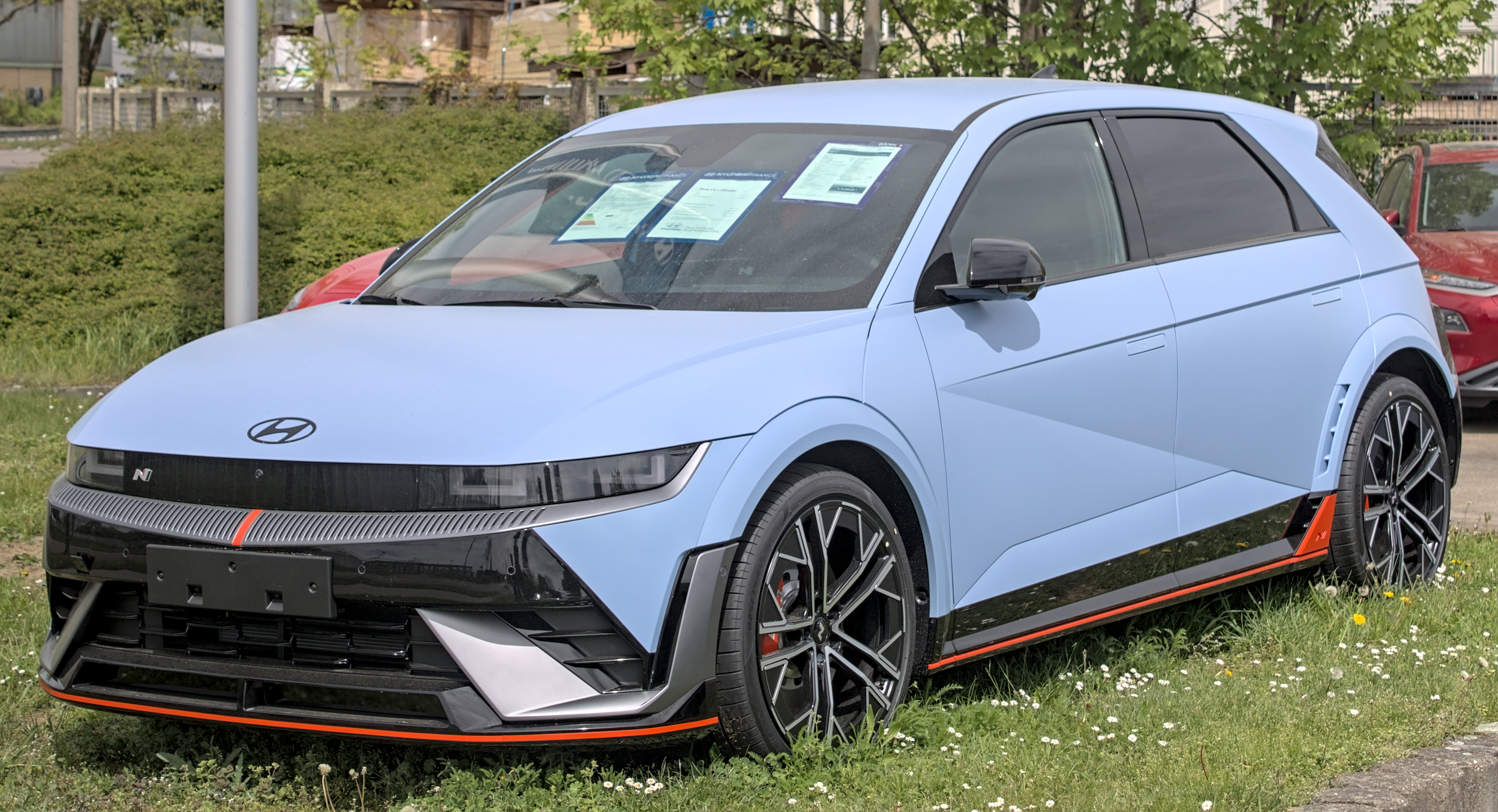
Hyundai Ioniq 5 N

Ioniq 5 N був представлений 14 липня 2023 року під час Фестивалю швидкості в Гудвуді. Варіант є топовою моделлю, що продається під суббрендом Hyundai N performance.
Зовнішні зміни включають переглянуту передню частину з більшими повітрозабірниками, додатковими повітряними завісами та повітряними заслінками для покращеного охолодження. Задня частина отримала задній склоочисник, спойлер у формі крила, інтегрований з трикутним третім стоп-сигналом, і задній дифузор . Завдяки розширеним колісним аркам і ширшій колії Ioniq 5 N на 50 мм ширший за стандартну модель і на 20 мм нижчий.

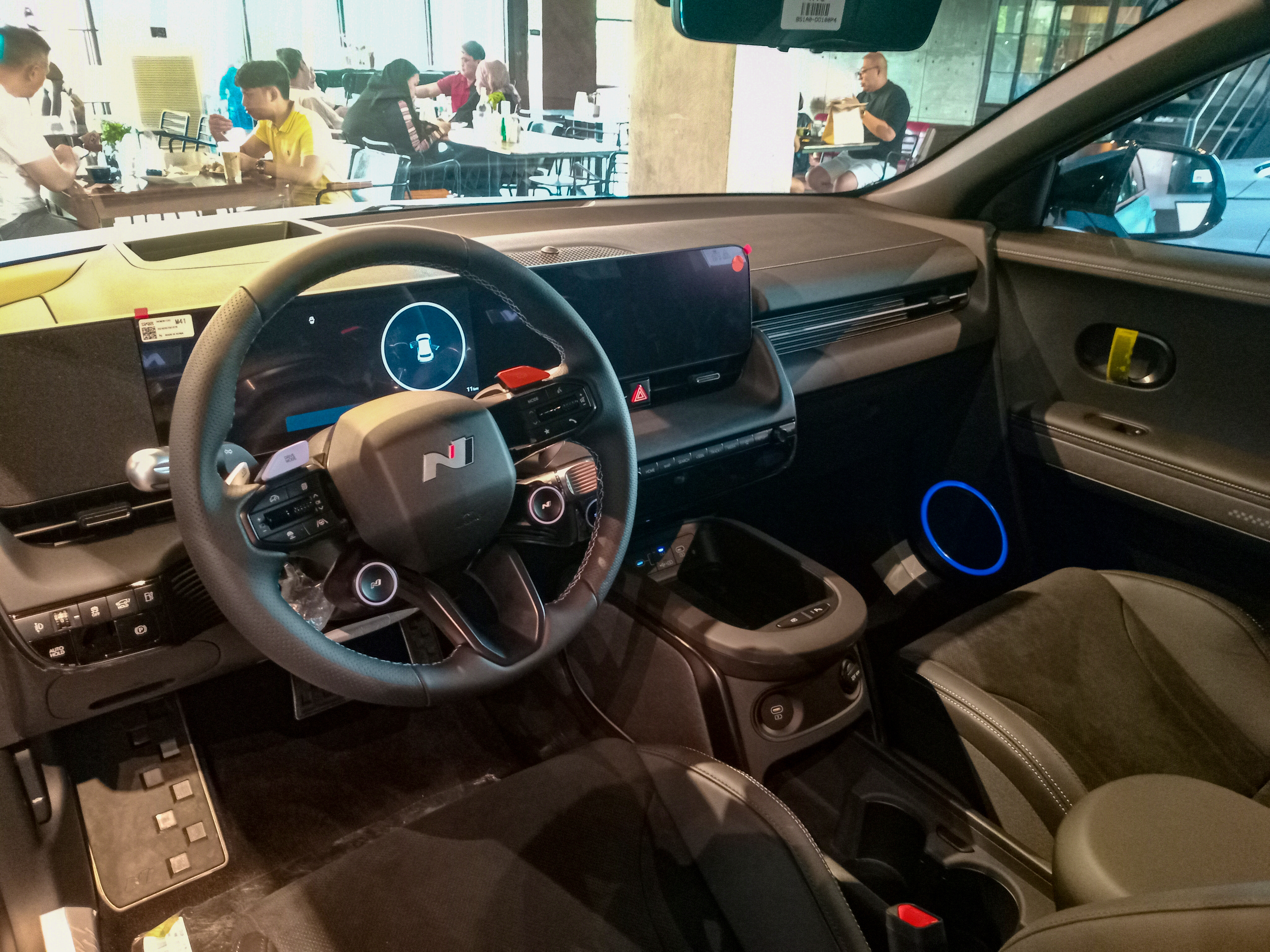

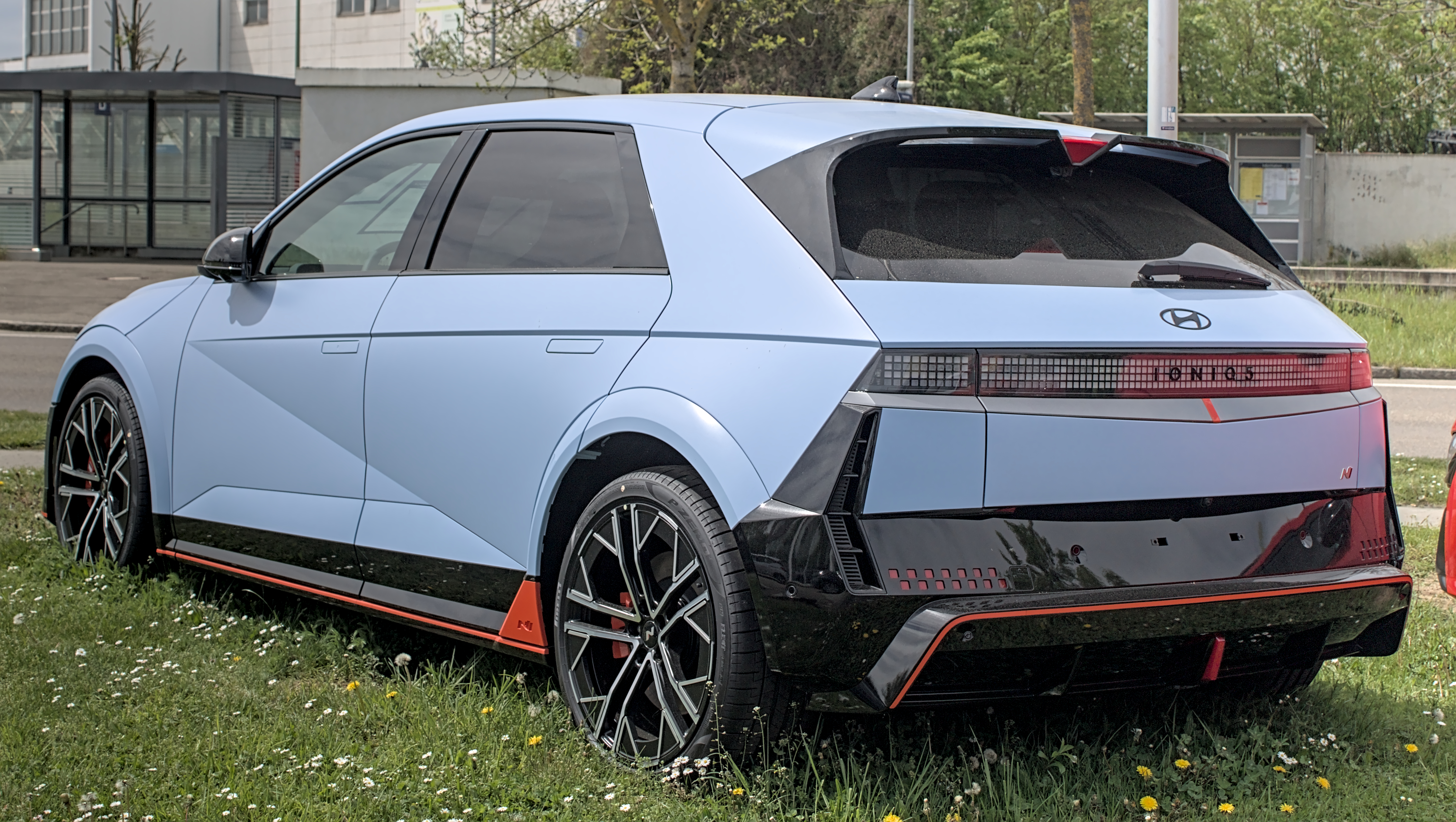

Білий корпус Ioniq 5 N має 42 додаткові точки зварювання та 2,1 м додаткового клею для покращення жорсткості. Кріплення двигуна та батареї також було посилено, а підрамники покращили для бічної жорсткості. Його гідропідсилювач рульового керування має вищий передавальний коефіцієнт і покращений зворотний зв’язок крутного моменту.
Автомобіль оснащений двома електродвигунами, які забезпечують загальну потужність 448 кВт (601 к.с.) і 740 Н⋅м крутного моменту. Hyundai оснастила Ioniq 5 N режимом N Grin Boost, що забезпечує максимальну потужність 478 кВт (641 к.с.) і 770 Н⋅м крутного моменту протягом 10 секунд. Hyundai заявив, що показник прискорення 0–100 км/год становить 3,5 секунди або 3,4 секунди з активованим режимом N Grin Boost. Літій-іонний акумулятор для цього варіанту також розширено до 84 кВт/год.
Кілька аспектів були задумані для імітації автомобіля внутрішнього згоряння. Функція N e-shift імітує відчуття 8-ступінчастої автоматичної коробки передач з подвійним зчепленням , контролюючи крутний момент двигуна, щоб імітувати поштовхи між перемиканнями. Система під назвою N Active Sound+ використовує вісім внутрішніх і два зовнішні динаміки для відтворення трьох різних звукових тем залежно від положення дросельної заслінки, таких як 2,0-літровий бензиновий двигун з турбонаддувом інших автомобілів Hyundai N, футуристичні теми EV і звуки двомоторного винищувача.

## Модифікації
| Батарея                     | Привід  | Потужність                 | Крутний момент       | 0 – 100 км/год (офіційно) | Діапазон (заявлений)                                                           | Швидкість                 |
| Ioniq 5                     | Ioniq 5 | Ioniq 5                    | Ioniq 5              | Ioniq 5                   | Ioniq 5                                                                        | Ioniq 5                   |
| --------------------------- | ------- | -------------------------- | -------------------- | ------------------------- | ------------------------------------------------------------------------------ | ------------------------- |
| 58 kWh (Standard Range)     | RWD     | 170 к.с.                   | 470 Нм               | 8.5 с                     | 354 км (220 миля) (EPA) 384 км (239 миля) (WLTP) 336 км (209 миля) (Пд. Корея) | 185 км/год (115 миля/год) |
| 58 kWh (Standard Range)     | AWD     | 72 к.с. (передній двигун)  | 346 Нм (F)           | 6.1 с                     | 319 км (198 миля) (Пд. Корея)                                                  | 185 км/год (115 миля/год) |
| 58 kWh (Standard Range)     | AWD     | 163 к.с. (R)               | 470 Нм (R)           | 6.1 с                     | 319 км (198 миля) (Пд. Корея)                                                  | 185 км/год (115 миля/год) |
| 58 kWh (Standard Range)     | AWD     | 235 к.с. (комбіновано)     | 820 Нм (комбіновано) | 6.1 с                     | 319 км (198 миля) (Пд. Корея)                                                  | 185 км/год (115 миля/год) |
| 72.6 kWh (Long Range)       | RWD     | 218 к.с.                   | 470 Нм               | 7.4 с                     | 451—481 км (280—299 миля) (WLTP) 401—429 км (249—267 миля) (Пд. Корея)         | 185 км/год (115 миля/год) |
| 72.6 kWh (Long Range)       | AWD     | 95 к.с. (передній двигун)  | 346 Нм (F)           | 5.2 с                     | 430—460 км (267—286 миля) (WLTP) 370—390 км (230—242 миля) (Пд. Корея)         | 185 км/год (115 миля/год) |
| 72.6 kWh (Long Range)       | AWD     | 211 к.с. (R)               | 470 Нм (R)           | 5.2 с                     | 430—460 км (267—286 миля) (WLTP) 370—390 км (230—242 миля) (Пд. Корея)         | 185 км/год (115 миля/год) |
| 72.6 kWh (Long Range)       | AWD     | 306 Нм (комбіновано)       | 820 Нм (комбіновано) | 5.2 с                     | 430—460 км (267—286 миля) (WLTP) 370—390 км (230—242 миля) (Пд. Корея)         | 185 км/год (115 миля/год) |
| 77.4 kWh (Extra Long Range) | RWD     | 228 к.с.                   | 350 Нм               | 7.3 с                     | 488 км (303 миля) (EPA)                                                        | 185 км/год (115 миля/год) |
| 77.4 kWh (Extra Long Range) | AWD     | 101 к.с. (передній двигун) | 346 Нм (F)           | 5.1 с                     | 412 км (256 миля) (EPA)                                                        | 185 км/год (115 миля/год) |
| 77.4 kWh (Extra Long Range) | AWD     | 224 к.с. (R)               | 470 Нм (R)           | 5.1 с                     | 412 км (256 миля) (EPA)                                                        | 185 км/год (115 миля/год) |
| 77.4 kWh (Extra Long Range) | AWD     | 325 к.с. (комбіновано)     | 820 Нм (комбіновано) | 5.1 с                     | 412 км (256 миля) (EPA)                                                        | 185 км/год (115 миля/год) |
| Ioniq 5 N                   |         |                            |                      |                           |                                                                                |                           |
| 84 kWh                      | AWD     | 650 к.с.                   | 1000 Нм              | 3.4 с                     |                                                                                | 260 км/год (162 миля/год) |

## Продажі
| рік  | Пд. Корея | США    | Канада | Світове ваиробництво |
| ---- | --------- | ------ | ------ | -------------------- |
| 2021 | 22,671    | 153    | 232    | 65,906               |
| 2022 | 27,399    | 22,982 | 3,551  |                      |
| 2023 |           | 30,657 |        |                      |